# Carlos Chávez
Carlos Antonio de Padua Chávez y Ramírez, född 13 juni 1899 i Mexico City, död där 2 augusti 1978, var en mexikansk tonsättare och dirigent.

## Biografi
Chávez tillhör en släkt med flera yrkesmusiker. Han började komponera redan som barn och studerade harmonilära och piano. Hans första större verk, Cantos Mexicanos, tillkom 1914 och den första symfonin i c-moll 1919. Det första verket med inhemskt stoff var baletten El fuego nuevo 1921. Åren 1922-1923 reste han i Europa och under tjugotalet även i Förenta Staterna i två perioder. 
År 1928 tillträdde han två befattningar: som dirigent för Mexico Orquestra Sinfonica och som direktör för Conservatorio Nacional de Musica. Orkestern ledde han i tjugo år och den hade en omfattande repertoar, inte minst av mexikanska verk. Under åren 1933-1934 var han även kulturminister. Han grundade 1947 Instituto Nacional de Bellas Artes och var dess direktör fram till 1952. Han var sedan 1935 årligen gästdirigent i USA och från 1952 utsträcktes turnéerna till hela världen. 
Chávez verk får mycket av sin kraft från sin slående rytm och klanger även från inhemska instrument och han är Mexikos störste kompositör i senare tid. Hans musik präglas av ett starkt socialt och antitraditionalistiskt patos och dess motto är, att all god musik måste vara revolutionär.

## Verk (i urval)

### Baletter
- El fuego nuovo, 1921.
- Los quatros soles. 1930.
- Horse Power. Ett apoteos över maskinkulturen och en hyllning till arbetaren. 1932.

### Symfonier
- Fyra symfonier i c-moll. 1919.
- Sinfonia de Antigona. 1933.
- Sinfonia proletaria. 1934.
- Sinfonia India. 1934.
- Symfonisk dikt ur Horse Power. 1931.

### Andra orkesterverk
- Obertura republicana. 1935.
- Xochipili-Macuilxochiti (aztekisk komposition). 1940.
- Konsert för fyra horn. 1930.
- Pianokonsert. 1938-1940.
- Violinkonsert. 1948-1950.

### Pianoverk
- Cantos Mexicanos. 1914.
- Poligonos. 1923.
- Pianosonat. 1928.
- Unidad. 1930.
- Preludier. 1937.

### Vokalverk
- El sol corrido Mexicano. 1934.
- La paloma azul. 1940.
- Tierra mojada för kör, oboe och engelskt horn. 1932.
- Exagonos, sånger med piano.

### Kammarmusik
- Energia för nio instrument. 1925.
- Soli för fyra blåsinstrument. 1933.
- Sonatin för piano. 1928.
- Espiral för violin och piano. 1934.